# Ugo Rapalo
Ugo Rapalo   (Nàpols, 25 de febrer de 1914 - Nàpols, 10 de març de 2003) va ser un director d'orquestra i compositor italià.
Fill d'un mestre de piano, va mostrar un talent musical des de molt jove, de manera que, sent massa jove per ser admès al conservatori, Francesco Cilea li va donar les primeres lliçons. El 1932 es va graduar en composició i piano al Conservatori de San Pietro a Majella de Nàpols amb els mestres Giuseppe Barbieri i Gennaro Napoli.
El 1941 va guanyar el primer premi al Festival de Novetats de Bèrgam amb l'obra L'amoroso furfante i en la primera meitat dels anys 40 va començar la seva carrera com a director suplent al Teatre Carlo Felice de Gènova i al Teatro alla Scala. El 1944 esdevé director permanent al Teatro di San Carlo de Nàpols. Amb l'orquestra i el cor del teatre napolità va realitzar una sèrie de visites a l'estranger, que el van portar a:
- Royal Opera House de Covent Garden, Londres (1946)
- Salzburg Landestheater (1948-49)
- Festival de l'òpera de Lisboa de Lisboa (1948)
- Jardins Reals de València (1949)
- Liceu de Barcelona (1954)
- Grand Théâtre de Monte Carlo (1956)
- São Paulo i Rio de Janeiro (1969)

El 1974 fou també director artístic del mateix teatre. També va ocupar els càrrecs de director de l'Orquestra de Cambra de Nàpols i de l'Orquestra Alessandro Scarlatti de Nàpols de RAI.
De 1964 a 1989 va ser professor de lectura de partitures al Conservatori de San Pietro a Majella de Nàpols, entre els seus estudiants tingué Riccardo Muti.

## Composicions i revisions
- 1930 - "C'era una volta" per a orquestrina, Forlivesi i C. edicions - Florència[4]
- 1932 - "Stormo di Rondini", vals lent, Musicale Florentia edicions - Florence[4]
- 1940 - Versos "Cantilena inverno" de Virginia Attanasio Staffelli[4]
- 1940 - Simfonia "Matrimonis per màgia" de Valentino Fioravanti, comissariada per Ugo Rapalo[4]
- 1941 - "L'amoroso furfante" d'un llibret anònim del segle xv de Mattia Sassanelli, edicions Curci - Milà
- 1960 - "La gazzetta" de Gioacchino Rossini, revisió per Ugo Rapalo, edicions RAI
- 1963 - "Raccolta delle sacrae cantiones" d'Orlando di Lasso, a cura d'Ugo Rapalo, edicions Curci - Milà
- 1966 - "Simfonia en re major per a cordes, flauta, oboè i corns" de Domenico Cimarosa, editat per Ugo Rapalo, G. Zanibon edicions - Pàdua
- 1971 - "Divertimento in RE maggiore" da "La notte critica" de Niccolò Piccinni, edicions Curci - Milà
- 1987 - "Concerto in FA minore per violoncello e archi" de Leonardo Leo, revisió d'Ugo Rapalo, edicions Curci - Milà

## Discografia
- La bohème - Renata Tebaldi, Gianni Poggi - en viu Barcelona 1954
- Pagliacci - Gianni Poggi, Aureliana Beltrami, Aldo Protti - Philips 1958
- Cavalleria rusticana - Caterina Mancini, Gianni Poggi, Aldo Protti - Philips 1958
- Pagliacci - Gastone Limarilli, Clara Petrella, Piero Cappuccilli - en directe Nàpols de 1966